# Baby Rocket
Baby Rocket è una storia a fumetti di genere umoristico-fantascientifico realizzata da Benito Jacovitti e pubblicata sul settimanale Il Giorno dei Ragazzi in 30 tavole nel 1963 dal numero di lunedì 4 febbraio 1963 al numero di lunedì 2 settembre 1963.

## Trama
Baby Tarallo è un gangster di New York che, pur di mettere insieme un po' di soldi, accetta una difficile missione da killer. La missione appare semplice, ma, troppo tardi per potersi tirare indietro, si accorge di essersi immischiato in una faccenda pericolosissima. Infatti quando se ne accorge è già sull'aereo che lo porta sul luogo della missione. Sull'aereo non mancano i colpi di scena, fino ad arrivare a una rissa, nella quale è coinvolto Tarallo, che viene espulso dall'aereo, lanciato ad una altezza incredibile. Durante il suo volo viene agganciato da una navicella della NASA, diretta verso la Luna, che apparteneva a una missione segretissima. Arrivato sulla Luna con un atterraggio a dir poco catastrofico trova come suo unico obbiettivo quello di tornare sulla terra sano e salvo. Però, nei suoi vari tentativi, capita, volta per volta, su vari pianeti, arrivando a contatto con le più strane creature. Nelle sue soste sui vari pianeti tutti lo vogliono catturare, tormentare, imprigionare. Nei suoi viaggi arriva finalmente sulla Terra. Ma non sulla terra della sua epoca, ma in quella del 3527. Grazie alle sue caratteristiche di uomo vecchio 15 secoli, può essere messo in una macchina del tempo e andare a uccidere il tiranno del periodo, in modo da poter tornare alla sua epoca. Si ritrova a Los Angeles. Li è convinto di potere far soldi raccontando le sue mirabolanti avventure, ma preso per matto, viene rinchiuso in manicomio.